# Robert Andersson
Robert ”Knirr” Andersson (Ystad, 24 de novembro de 1969) é um ex-handebolista profissional sueco, medalhista olimpico.
Knirr Andersson fez parte dos elencos medalha de prata de Barcelona 1992 e Atlanta 1996. Em Olimpíadas ele jogou oito partidas anotando sete gols.